# 奧利弗·戴門
奧利弗·戴門（英語：Oliver Daemen，2003年8月20日—）是一名參與2021年7月20日藍色起源NS-16飛行任務的荷蘭人，时年18歲，他是有史以來進入太空邊緣最年輕的人。

## 外部連結
- Oliver Daemen's Instagram